# حلوان للآلات والمعدات
شركة حلوان للآلات والمعدات أو مصنع 999 الحربي هي شركة مساهمة حكومية مصرية، إحدى شركات الهيئة القومية للإنتاج الحربي التابعة لوزارة الدولة للإنتاج الحربي، أنشأت سنة 1963 في منطقة حلوان بمدينة القاهرة، بغرض تصنيع الآلات والمعدات للورش والمصانع، وفي سنة 1975 تغير اسمها إلى «شركة حلوان لآلات الورش»، ثم تغير إلى «شركة حلوان للآلات والمعدات» في فبراير 1995، تعمل في مجال إنتاج الآلات والمعدات المدنية وكذلك الصناعات العسكرية.

## منتجات الشركة
المنتجات العسكرية
- عدة أنظمة من مدفعية الهاون والمقذوفات الصاروخية.[4]

المنتجات المدنية
- آلات زراعية.
- أنظمة الري المحوري.
- معدات فرم المخلفات.
- ماكينات ومعدات للاستخدام الصناعي.[5]

## وصلات خارجية
- الموقع الرسمي للشركة.
- الصفحة الرسمية للشركة على موقع فيس بوك.